# Myricaria
Myricaria é um género botânico pertencente à família Tamaricaceae.
1. ↑  «Myricaria — World Flora Online». www.worldfloraonline.org. Consultado em 19 de agosto de 2020